# Triaenodes thespios
Triaenodes thespios là một loài Trichoptera trong họ Leptoceridae. Chúng phân bố ở miền Australasia.